# Sirak
Sirak est un village situé à 5 km de Mokolo, dans le département du Mayo-Tsanaga et la région de l'Extrême-Nord au Cameroun, dans les monts Mandara à proximité de la frontière avec le Nigeria. Il fait partir des 70 villages que compte la commune de Mokolo. 
« Sirak » peut aussi désigner la population de cette région. On parle parfois de Mafa Sirak ou de Sirak Bulahay.

## Population
La population de Sirak est à majorité Mafa. Cette population cohabite en bonne harmonie avec d’autres peuples tels que les Peuls et les Kapsiki. La population était de 4 727 habitants lors du recensement de 2005.

## Histoire
La création du village Sirak s’est faite avec Ndraita, L'ASSESSEUR au tribunal coutumier de margui mandala, vers le début des années 1900. Ndraita règna sur ses terres en grand Juge Matakam et peul sous l'approbation des colons blancs avec qui il était en bonne entente. À cette époque, le pouvoir de Ndraïta s’étendait jusqu’aux terres Mozogo Guider comme ASCENSEUR au tribunal coutumier de margui mandala. Ndraita est né à Woula, fils de Malhtaa. Pour quitter les affaires, Ndraïta va nommer son fils Kone Ndraita (ADAMO) comme interlocuteur de Sirak, puis le ferra remplacer par Bizaha Ndraita. Après sa mort, BIZAHA  NDRAITOU le succédera en 1981, 2e Lawan de Sirak. A la mort de ce dernier, son fils WOUYAK BIZAHA va prendre le pouvoir  le 02/12/2015 pour la continuité des activités du Lawana jusqu'à nos jours. Le Lawana Sirak est un des Lawanas les plus réputés pour la culture d’arachide, de maïs et de mil. La tradition est d’une importance capitale dans ce village.

## Figures importantes du village Sirak
Le village Sirak a vu naitre certaines personnalités politiques, intellectuelles et d’affaires qui ont influencé ou qui continue d’influencer la vie du département, de la région et même au niveau national du Cameroun. D'autres personnalités, sont aussi originaire de là, bien qu'étant nait dans d'autres localités.
Ibrahim Ndiraitou fut le tout premier politicien venu de Sirak a occupé un poste politique à l'assemblée Nationale et, jusqu'à la Xe législature, le seul Député issu du village Sirak. Il a été élu député de la circonscription du Nord Cameroun à l'époque du fédéralisme dans le cadre du parti politique UNC dirigé à l'époque par le Président Ahmadou Ahidjo.
Kofia Jean-Marc Ndiraitou est un ancien fonctionnaire de la Douane Camerounaise et, homme politique du parti au pouvoir le RDPC qui a été président de sous-section. Malgré son attachement au parti, il a été de ceux opposés aux cacique du projet et, a plusieurs fois été candidat lors des primaires aux élections législatives et municipales pour la localité de Mokolo. Lors de ces différentes candidatures, sa défaite a été émaillées de fraudes électorale, ayant requis à plusieurs reprises, des contentieux post-électoraux. 
Baldena Yahda est un ancien employé de la Cameroon Airlines Corporation (CAMAIR) et a également travaillé pour la Mission de l’Organisation des Nations Unies pour la Stabilisation en République Démocratique du Congo (MONUSCO). Actuellement, il réside entre Johannesburg, en Afrique du Sud, et Douala, au Cameroun. Il effectue régulièrement des déplacements à Mokolo, dans l’Extrême-Nord du Cameroun, lors d’occasions spéciales.
Délé Dadiang est né à Sirak. Il a effectué ses études primaires et secondaires à Mokolo, avant de poursuivre des études universitaires à Douala. Après ses études, il a rejoint la Douane Camerounaise en tant qu’officier. Actuellement, il occupe le poste de Sous-Directeur à la Direction Générale des Douanes. Délé Dadiang visite régulièrement son village natal, Sirak, et est un membre actif de l’association CODESIR.
Hamadou Kodji est un Ingénieur Agronome issu de la FASA à Dschang. Il est un expert en suivi-évaluation de projet et programmes et a occupé de nombreux postes en tant que responsable dans des projets et programme de développement au Cameroun à l'instar du projet PACA, le projet Projet ou bien du dispositif DACC entre autres.
Ousman Bizaha est un avocat basé au Cameroun. Il a effectué ses études primaires et secondaires à Mokolo. En tant que juriste, il réside actuellement à Douala. Ousman Bizaha a également servi en tant que conseiller municipal à la Commune de Mokolo.
Hamadou Atikou Kalda est un homme d’affaires et un promoteur actif dans plusieurs secteurs, notamment la santé, l’enseignement supérieur, l’agriculture, la construction et l’humanitaire. Il réside actuellement à Yaoundé et est un membre influent du Rassemblement Démocratique du Peuple Camerounais (RDPC) dans la région du Mayo-Tsanaga.